# FK Bratstvo Ljutovo
FK Bratstvo je nogometni klub iz bačkog sela Mirgeša (srp. Ljutovo), AP Vojvodina, Srbija.

## Povijest
Nogometni klub je osnovan 2. veljače 1962. godine. Osnivači su bili nogometni zaljubljenici Joso Rudić, Ivan Balažević, Miloš Đajić, Blaško Vuković i Roko Čović. 
Klub se od osnutka natječe u općinskoj ligi. Najveći je klupski uspjeh osvajanje općinske lige 1983/84. godine.